# 다모작
다모작(多毛作)은 한 농경지에서 한 해에 세 번 이상 종류가 다른 작물을 경작, 수확하는 일을 가리키는 단어이다. 대한민국에서는 전남의 몇몇 지방에서 행해진다.

## 같이 보기
- 이모작